# Huyện của Nga

Bản đồ các đơn vị hành chính Nga

Quận (tiếng Nga: район, chuyển tự: raion) là đơn vị hành chính cũng như đơn vị đô thị thuộc chủ thể liên bang của Nga.
Tại thời điểm 2014, ngoại trừ Moskva, Sankt-Peterburg, và Sevastopol, nước Nga có 1.873 quận hành chính (bao gồm 14 quận ở Cộng hòa Krym) và 1.823 quận đô thị (cũng gồm 14 quận ở Cộng hòa Krym). Tất cả các đơn vị quận này đều có trung tâm chính quyền riêng, thường đóng ở một nơi đối với cả đơn vị hành chính và đơn vị đô thị.
Ở nước Nga hiện đại, việc phân chia các đơn vị cấp quận phần lớn giữ nguyên không đổi sau khi Liên Xô tan rã. Khái niệm "quận" ("raion") được dung để chỉ đơn vị hành chính trực thuộc chủ thể liên bang cũng như đơn vị nội thành trực thuộc thành phố lớn.
Tuy nhiên ở hai chủ thể liên bang khái niệm này được thay đổi để phù hợp với đặc thù dân tộc: ở Cộng hòa Sakha (Yakutia) được gọi là ulus (улус) và ở Cộng hòa Tuva được gọi là kozhuun (кожуун).

## Phân cấp
Trong các đơn vị hành chính, quận hành chính đồng cấp với các thành phố trực thuộc chủ thể liên bang và có thể được chia thành thị xã trực thuộc quận, khu dân đô thị trực thuộc quận, và các xã. Mặc dù vậy khái niệm chính xác của các đơn vị này khác nhau giữa các chủ thể liên bang với nhau.
Trong các đơn vị đô thị, quận đô thị đồng cấp với các khu nội thành và được chia thành các khu dân cư đô thị, các khu dân cư nông thôn hoặc cả hai. Các quận đô thị thường được thành lập trong địa giới hành chính của các quận hành chính mặc dù trong thực tế cũng có một số ngoại lệ.

## Quận đô thị
Quận đô thị (tiếng Nga: муниципа́льный райо́н, chuyển tự: munitsipalnyi raion) là một loại đô thị tự quản bao gồm một nhóm các khu dân cư đô thị và khu dân cư nông thôn cũng như các lãnh thổ liên khu dân cư trong cùng một lãnh địa. Khái niệm quận đô thị được biêt đến vào đầu những năm 2000 và được hệ thống hóa ở cấp liên bang trong cải cách đô thị năm 2004.
Quận đô thị thường được thành lập trong địa giới hành chính của quận hành chính, dẫu vậy trong thực tế cũng có một vài ngoại lệ, ví dụ Quận đô thị Sortavalsky ở Cộng hòa Karelia được hình thành xung quanh Thị xã Sortavala, quận này không phải là quận hành chính và cũng không trực thuộc bất cứ quận hành chính nào.

## Quận nội thành
Rất nhiều thành phố chủ chốt ở Nga — ngoại trừ các thành phố liên bang Moskva và Sankt-Peterburg — được chia thành các quận. Các quận nội thành này thường được coi là đơn vị hành chính của thành phố và cho đến năm 2014 không thể một đô thị tự quản. Ví dụ về quận nội thành là Quận Sovetsky ở Nizhny Novgorod và Quận Adlersky ở Sochi.

## Krym
Cộng hòa Krym là một chủ thể liên bang của Nga được thành lập trên lãnh thổ bán đảo Krym đang là tranh chấp giữa Nga và Ukraina. Trong khuôn khổ pháp luật của Nga, các quận thuộc Cộng hòa tự trị Krym (đơn vị hành chính của Ukraina) vẫn được tiếp tục sử dụng. thành phố liên bang Sevastopol cũng nằm trên cùng bán đảo, các quận trực thuộc có cùng địa vị với các quận trực thuộc Moskva và Sankt-Peterburg.